# Гайдар Алі
Гайдар Алі (*1721 — 7 грудня 1782) — султан Майсура у 1761—1782 роках.

## Життєпис

### Початкова кар'єра
Походив з родини військових. був сином Фатаха Мухаммада, який перебував на службі у Мухаммада Саадуталах-хана I та Дост Алі-хана, набобів Карнатаки. Наприкінці батько перейшов на службу до династії Водерів, магараджей Майсура, від яких отримав джангір (на кшталт феода) Будікоте. Тут й народився Гайдар Алі. Здобув гарну освіту: знав перську та тамільську мови, телугу, маратхі, гінді, каннада. Перші знання з військової справи отримав під орудою батька. Після смерті Фатах Мухаммада Гайдар Алі поступив на службу до набоба Аркота.
У 1740-х роках повертається до Майсура, де отримує командування над загоном у 100 кіннотників та 2 тисячі піхоти. У 1748–1749 роках відзначився під час війни за спадок нізама Хайдарабада. У 1755 році отримав у командування загін у 3000 піхоти і 1500 кінноти та посаду фауджара (військового губернатора) м. Діндугул. Тут зав'язав добрі стосунки з французьким намісником Шарлем де Бюссі. Водночас почав готувати війська за європейськими правилами. У 1758 році відбив атаку маратхів на Майсур. Тоді ж встановив свій вплив над Крішнараджею II, магараджою Майсура, якого у 1761 році скинув, оголосивши себе султаном Майсура. Втім формально родина Водіяр мала титул магарадж, але усі її члени знаходилися під домашнім арештом.

### Володарювання
Після отримання повної влади Гайдар Алі намагався спочатку зміцнити своє становище всередині держави, з іншого отримання визнання інших набобів та магараджів Індії. Ймовірно, незабаром отримав від Шах Алама II, падишаха Великих Моголів, фірман, що підтверджував статус Гайдара Алі. У стосунках з іншими релігіями виявив терпимість, не намагаючись переслідувати немусульман.
У 1762 році на узбережжі Малабару за наказом султана було створено невеликих флот, який здійснив декілька рейдів до Лакадівських та Мальдівських островів. У 1763 році захопив фортеці Сіра та Іккері, державу Келаді, що дозволило розширити володіння султанату на Малабарському узбережжі. Головним портом стає Мангалор. Флот було розширено, його спочатку очолював англієць, але потім адміралом було призначено Алі-бея.
У 1765 році Гайдар Алі вдерся до Саванура, де місцевий набоб звернувся по допомогу до маратхів. У битві при Раттіхалі Гайдар зазнав поразки й вимушений був відступити з найяку Келаді. Втім, у 1766 році, скориставшись конфліктом раджі Каннонура із саморином Калікута, війська Майсура захопили ці місто, розширивши владу Гайдар Алі на Малабарі.
Невдовзі султан Майсура був втягнутий у конфлікти між нізамами Хайдарабада, набобами Карнатаки та Аркота й Британською Ост-Індійською компанією. Гайдар Алі відмовився виступити проти Карнатаки. У відповідь у 1767 році Алі, Асаф Джах II, нізам Хайдарабада, запропонував британцями напасти на Майсур. Спочатку було відбито набіг нізама, потім війська Майсура захопили Каверіпатінам, а 26 вересня Гайдар Алі завдав рішучої поразки англійцям у битві при Тіруваннамалаї. Втім спроби взяти Амбур та вдертися через Хайдарабад до британських володінь виявилися невдалими. У 1768 році запропонував британцями укласти мир, але в цьому йому було відмовлено.
Водночас майсурці зайняли значну частину Карнатику. У відповідь англійці захопили Мангалор, що змусило Гайдара Алі рушити до Малабарського узбережжя, де зумів відновити свою владу. Того ж року розпочалася тривала бангалорська кампанія — численні спроби англійців захопити важливе місто Бангалор. Зрештою Гайдару вдалося відбити цей наступ й наприкінці року відвоювати південний Карнатик, а незабаром взяти в облогу Мадрас. Це змусило Британську Ост-Індійську компанію 29 березня 1769 року класти мир з Майсуром, згідно з яким зберігався статус-кво, а також закріплювався союз Гайдара Алі з британцями.
У 1770 році розпочався новий конфлікт з маратхами — Гайдар Алі відмовився сплачували своєрідний податок чаутх. При цьому султан сподівався на допомогу англійців, відповідно до нещодавно підписаної угоди. Проте Ост-Індійська компанія відмовилася надати допомогу, розраховуючи на послаблення маратхів та Майсуру. В результаті маратхи зуміли підступитися до Шрірангапатнаму, а у 1772 році султан Майсуру запросив миру. Відповідно до нього Гайдар Алі сплатив 360 тисяч рупій й погодився на сплату щорічної данини у 140 тисяч рупій. Також поступився маратхам землями до Бангалору. Але того ж року раптово помер пешва Мадхав Рао I. Гайдар вирішив втрутитися у боротьбу між його спадкоємцями. завдяки цього до 1774 року Майсуру вдалося повернути усі втрачені землі.
У період мирного перепочинку султан піклувався про розвиток зовнішньої торгівлі. Налагоджуються союзи з шахами Персії та султанами Маскату. Водночас відбувається піднесення торгівлі. Впровадженні мита та тарифи створили сприятливі умови для майсурських та арабських купців. У 1776 році було відкрито факторію Майсуру в Маскаті.
У 1775–1779 роках вів з перемінним успіхом війни проти маратхів, завдяки чому султану вдалося розширити свої землі до ріки Крішна. У 1779 році укладає антибританський союз з маратхами та нізамом Хайдарабада, але дії британського губернатора Уоррена Гастінгса змусили маратхів та нізама відмовитися він попередніх планів.
У 1780 розпочалася Друга майсурська війна. Раптовим ударом Гайдар Алі взяв в облогу Мадрас та Аркот, було захоплено м. Парангіпетаі. 10 вересня британцям завдано поразки у битві при Поллілурі, більшість з яких здалася. У листопаді захоплено Аркот. У відповідь армія на чолі із Ейром Кутом оволоділа Кудалором. У свою чергу Гайдар Алі спустошив околиці Танджора, що належав маратхам. Втім, 1 липня 1781 році генерал Кут у битві при Парангіпетаі завдав майсурським військам рішучої поразки. 27 серпня Гайдар зазнав поразки під час Другої битви при Поллілурі. Відтак зазнав ще однієї невдачі у битві при Шолінґхурі. Внаслідок цих поразок султан почав шукати собі союзників, спочатку голландців, потім французів.
У 1782 році його син Тіпу уклав угоду із Андре де Сюффреном. Разом вони зуміли відвоювати низку пунктів на узбережжі, перш за все, Кудалор. Проте Гайдар Алі помер проти 7 грудня 1782 року у своєму таборі у Чіттурі. Владу успадкував його син Тіпу.